# Prince of Wales (cocktail)
Pour les articles homonymes, voir Prince de Galles (homonymie), Prince et Wales.
Un Prince of Wales (prince de Galles, en anglais) est un cocktail à base de whisky (ou de cognac), d'Angostura, de marasquin, d'ananas, et de champagne, baptisé du titre de prince de Galles du roi Édouard VII du Royaume-Uni. 

## Histoire

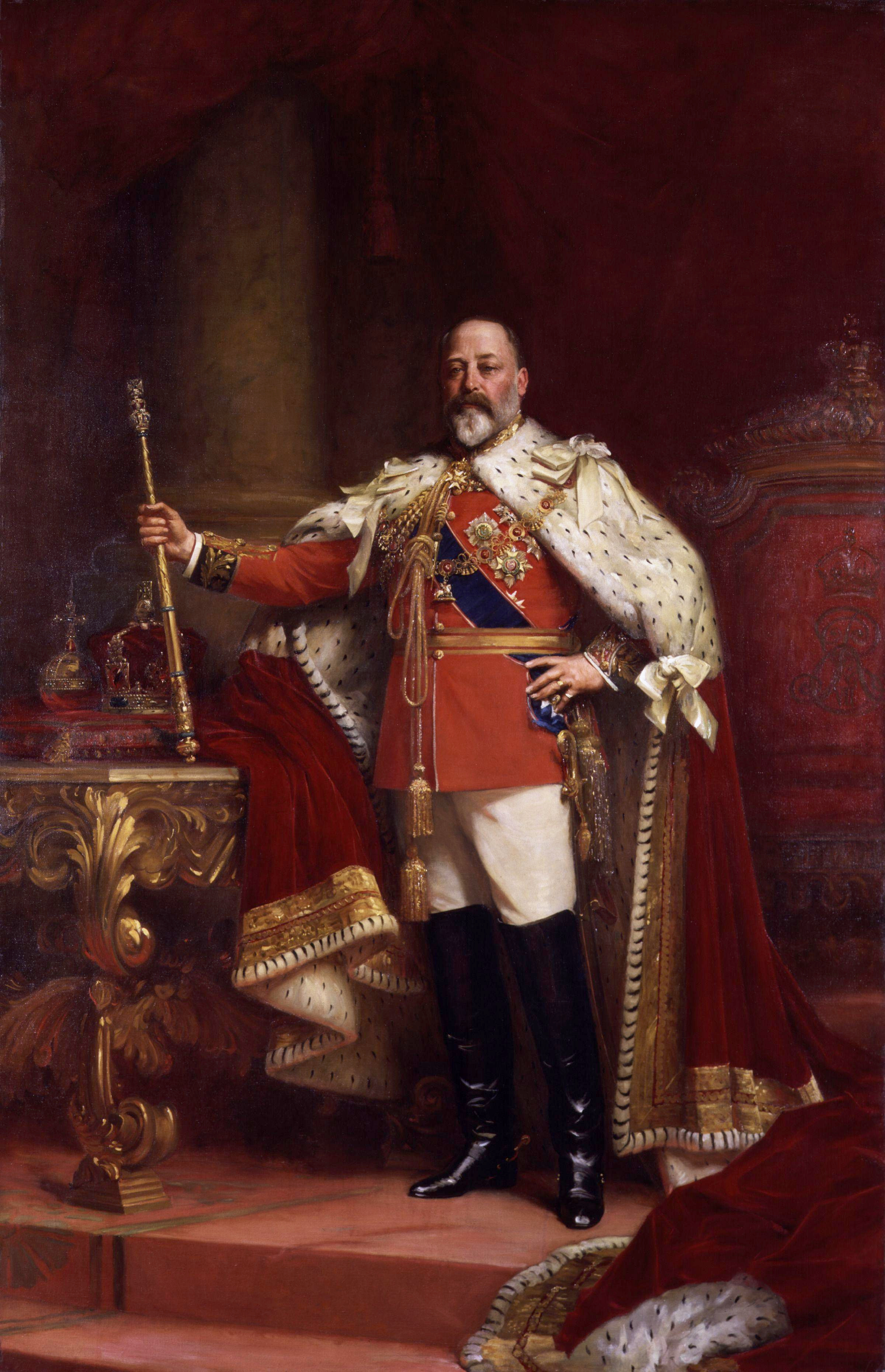
Édouard VII, prince de Galles et roi du Royaume-Uni (1841-1910)

Ce cocktail est créé vers 1880 par le prince de Galles Albert Edward (1841-1910), prince héritier durant 60 ans de sa mère, la reine Victoria du Royaume-Uni (reine de 1837 à 1901), puis roi Édouard VII du Royaume-Uni de 1901 à 1910,. 

## Ingrédients
- 4,5 cl de whisky de seigle (rye whisky, ou de cognac)
- 1 sucre (ou cassonade)
- 1 trait d'Angostura
- 1 trait de liqueur de marasquin (ou Bénédictine, ou curaçao)
- 1 petit morceau d'ananas
- 1 zeste de citron
- Allonger au champagne

## Recette
Imbiber le sucre avec l'Angostura au fond d'un verre à cocktail, puis ajouter la liqueur de marasquin et le whisky (ou du cognac), puis le morceau d'ananas. Allonger au champagne,,,, puis mélanger légèrement à la cuillère.

## Quelques variantes
- Chicago, Manhattan, Brooklyn, Old fashioned, Godfather, French Connection, Train bleu...

## Anecdote
La marque britannique Twinings a créé plus tard un mélange blend de thé noir Prince de Galles (thé) pour le prince de Galles Édouard VIII (1894-1972, petit fils du précédent) qui autorise la marque à la commercialiser sous le nom de son titre  en 1921.